# Сото-де-ла-Вега
Сото-де-ла-Вега (ісп. Soto de la Vega) — муніципалітет в Іспанії, у складі автономної спільноти Кастилія-і-Леон, у провінції Леон. Населення — 1785 осіб (2010).
Муніципалітет розташований на відстані близько 280 км на північний захід від Мадрида, 39 км на південний захід від Леона.
На території муніципалітету розташовані такі населені пункти: (дані про населення за 2010 рік)
- Алькайдон/Алькідон: 68 осіб
- Отеруело-де-ла-Вега: 69 осіб
- Рекехо-де-ла-Вега: 469 осіб
- Санта-Коломба-де-ла-Вега: 283 особи
- Сото-де-ла-Вега: 356 осіб
- Весілья-де-ла-Вега: 84 особи
- Уерга-де-Гарабальєс: 456 осіб

## Демографія
Динаміка населення (INE ):